# 陳廷謨 (萬曆進士)
陳廷謨（？—？），號丹懷，直隶保定府大寧中衛人，明朝政治人物。

## 生平
万历十六年（1588年）戊子科順天乡试第四十三名舉人，二十九年（1601年）辛丑科會試第二百七十一名，廷試三甲第二百三十五名進士，都察院觀政，三十一年授行人司行人，本年丁憂。